# بيندا (كرة الأرز)

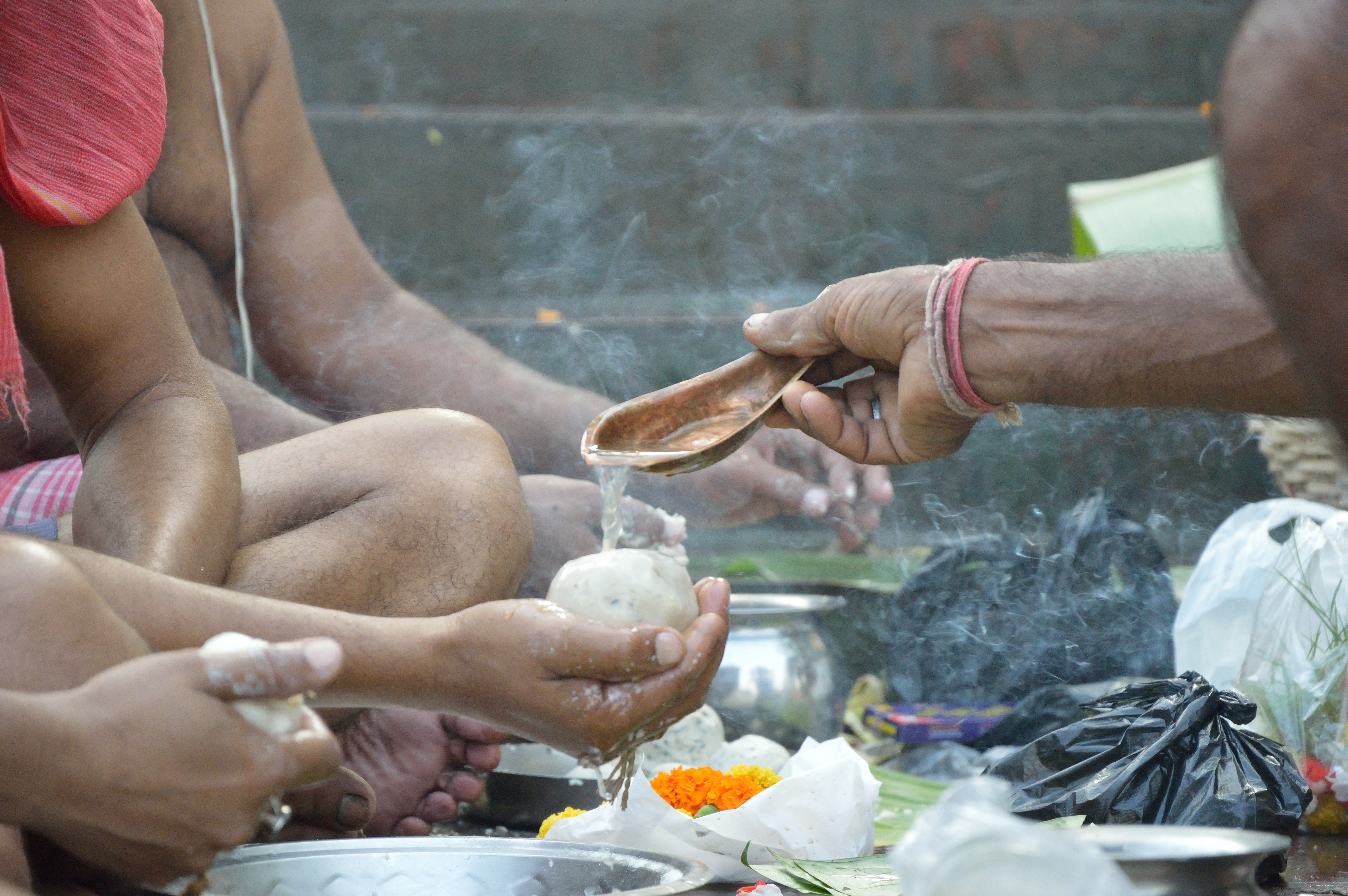
صناعة البيندات

البيندات هي عبارة عن كرات من الأرز المطبوخ ممزوج بالسمن وبذور السمسم الأسود. تقدم للأسلاف خلال طقوس الجنازة الهندوسية ( انتيستي ) وعبادة الأسلاف ( سرادها ).    وفقًا للتقاليد في غارودا بوران، فإن تقديم البيندا لروح غادرت مؤخرًا يساعد على توحيد الروح مع أسلافها.  يمكن وضع البيندا على يدي وقدمي شخص متوفى حديثًا في طريقه إلى محرقة جنازة. 